# Свято-Духовская церковь (Нижний Новгород)
Церковь Сошествия Святого Духа (Свято-Духовская) — утраченный православный храм в историческом центре Нижнего Новгорода. Располагалась в северо-восточной части Нижегородского кремля, где в XIX веке был разбит Губернаторский сад.
Деревянный храм отстроен в 1580 году как летняя церковь мужского Духовского монастыря, основанного опальным новгородским дворянином Порфирием. К 1703 году отстроен в камне. После упразднения монастыря в 1764 году стал приходской церковью. В 1798 году был передан единоверческой общине, став первым единоверческим храмом в истории Нижнего Новгорода.
В 1840 году по указу императора Николая I перешёл к военно-губернаторскому дому в кремле и был перестроен в русско-византийском стиле по проекту архитектора Тона. Однако уже в 1844 году здание пострадало от оползня и было разобрано в 1845 году. Именование церкви было перенесено на домовой храм при дворце военного губернатора.

## История

### Духовской монастырь
Духовской (или Духов) монастырь располагался в северо-восточной части Нижегородского кремля. История его возникновения была описана нижегородским писателем П. И. Мельниковым-Печерским в небольшой статье «Исторические известия о Нижегородском Духовом монастыре и церкви Святого Духа, что во дворце» (1849). Согласно статье, в 1570 году, раздосадованный изменой новгородского владыки Пимена и знатных жителей вольного северного Новгорода, царь Иван Грозный разгромил город. Многие жители погибли в Волхове, а оставшиеся в живых приверженцы новгородского вечевого устройства были высланы «в города замосковские, большей частью в Кострому, Балахну и Нижний Новгород».
Одним из высланных знатных новгородцев был монах Порфирий. Его мирское имя в источниках не сохранилось. Известно, что он ушёл в монашество, так как не мог смириться с разрушением родного города. Согласно данным П. И. Мельникова-Печерского, в Нижнем Новгороде он вместе с группой земляков-единомышленников на собственные средства в 1574 году построил в кремле, на полугоре, под Спасо-Преображенским собором небольшой монастырь и назвал его Свято-Духовским (в источниках чаще встречается название Духовской монастырь), в память о древнем Духовском монастыре в Новгороде.
Данные об основании монастыря и история его строительства «опальным дворянином», выселенным из Новгорода Великого после опричного погрома, подтверждают юридические акты 1580-х годов, в которых содержится информация об организации Духовского монастыря «в Нижнем Новгороде внутри городе [имеется в виду — внутри кремля] у Егоровских ворот [то есть около Георгиевской башни]». Данная грамота от 1 ноября 1580 года «по слову царя и великого князя» содержит челобитную строителя Порфирия о том, что «он строит храм Духа Пречистого да придел Николы Чудотворца в Нижнем в городе и братии собрал восемь человек» и далее содержит жалобу на отсутствие государева жалованья монастырю. Из краткой записи следовало, что монастырь был основан совсем недавно, был плохо обеспечен, имел малочисленную братию и только обустраивался. Дата строительства обители не подтверждается современными исследованиями: было установлено, что Порфирий действительно происходил из новгородского боярского рода, проживавшего в Неревском конце; вместе с братьями был потомком последнего новгородского Карельского кормленщика (наместника) Лукьяна Леонтьевича. Семья была выселена из Новгорода между мартом 1577 года и 1579/1580 годами. Таким образом, монастырь был основан не ранее 1579 и не позднее 1580 года.
Упомянутый в грамоте «храм Духа Пречистого» являлся церковью Сошествия Святого Духа с приделом Николая Чудотворца. Эта деревянная клетская летняя церковь была выстроена в 1580 году. Храм был упомянут в Писцовой книге Нижнего Новгорода 1621/22 года. К этому времени монастырь уже имел два деревянных храма (летняя церковь Сошествия Святого Духа и тёплая церковь Входа Господня в Иерусалим с трапезой), Святые ворота, колокольню и двадцать одну монашескую келью. Разросшийся монастырь прирастал владениями постепенно. При Иване Грозном монастырю пожаловали Муромский остров на Волге, напротив города. В царствование Фёдора Иоанновича, в 1584 году — землю в Нижегородском уезде, около Нижнего Новгорода. В 1586 году — 1402 десятины земли, озёра и рыбные ловли на Волге; в 1590 году — Чудской бортный ухожий около города за Окой, в так называемой Стрелице. В 1599 году царь Борис Годунов пожаловал Духовскому монастырю право на расчистку леса за Окой, где позже поселились бобыли, из которых образовалась монастырская слободка Гривка. Позже монастырь получил ещё несколько земельных угодий, а также Везломский, или Боровской, перевоз — чрезвычайно прибыльное владение в те времена.
К 1670—80-м годам монастырь уже лишился большей части своих владений, строения его пришли в ветхое состояние. 130-летняя церковь Сошествия Святого Духа стала совершенно неудобной для богослужений, поэтому на её месте была выстроена новая каменная, с тем же названием и приделом в честь святых апостолов Петра и Павла. Митрополит Исаия освятил придел 15 января 1703 года. Внутреннее убранство церкви в точности повторяло убранство первоначального храма.
При епископе Питириме, ревнителе православия, боровшемся с раскольниками, настоятели Духовского монастыря стали судьями по делам раскольников, а сам монастырь, как ближайший к архиерейскому дому, стал местом, где раскольников возвращали в православную веру.
В 1724 году по ходатайству Питирима Святейший Синод, с утверждения императора Петра I, обратил монастырь в домовой архиерейский. Настоятели стали именоваться архимандритами вместо игуменов. К обители были приписаны четыре монастыря, также домовых архиерейских: Живоносновский и Ивановский в Нижнем Новгороде, Казанский в селе Лыскове и Николаевский на речке Кезе в Семёновском уезде. Для поддержания не очень больших доходов монастыря Питирим в 1730 году передал в его владение две торговые лавки на Нижнем базаре в рукавичном ряду. В последние годы управления Питирима в Духовском монастыре состояло всего девять человек. На монастырской земле, около монастыря, жило 27 бобылей; в 1748 году их число увеличилось до 62.
В 1738 году церковь Сошествия Святого Духа была отремонтирована, но пожар 1761 года уничтожил придел св. Петра и Павла, который позже уже не восстанавливался. После смерти Питирима обитель поддерживалась тем, что находилась рядом с домом архиереев, однако в 1762 году епископ Феофан переселился в новый архиерейский дом за пределами кремля, и Духовской монастырь потерял всякое значение и при составлении штатов в 1764 году был обращён в приходскую церковь, таким образом закончив своё существование.

### Приходская церковь
Церковь Сошествия Святого Духа, став приходской, уже не владела Муромским островом. Торговые лавки были отобраны у неё в 1782 году, при строительстве Гостиного двора на Нижнем базаре. Однако во владении прихода оставались земли по Волге между речками Керженцем и Нуженкой, оброк с Гривки и живущих на церковной земле бобылей. Приход в то время составляли 60 дворов.
В 1798 году Духовская церковь была отдана единоверческой общине. В конце XVIII века в России распространяется идея «согласничества» — принятие старообрядцами священства от Русской Православной Церкви при условии сохранения старых обрядов. В 1797 году около тысячи нижегородских старообрядцев изъявили желание получить «благословенных священников» и составили 14 пунктов условного соединения с РПЦ. Ходатайство было рассмотрено Синодом, после чего вышел именной Императорский указ от 12 марта 1798 года, в котором говорилось: «Рассмотрев доклад, поднесенный от Синода по представлению в оный епископа нижегородского, повелеваем, жительствующим в тамошней епархии старообрядцам позволить иметь у себя церковь и особенных священников, рукоположенных от епархиального архиерея для отправления службы Божией по старопечатным книгам». Однако местное духовное начальство не всегда было согласно с решениями Синода и нижегородские единоверцы не сразу получили разрешение иметь свою церковь. Епископ Павел не решил данное дело. Лишь в конце 1798 года епископ Вениамин II, сменивший епископа Павла на нижегородской кафедре, позволил старообрядцам совершать богослужения в Духовской церкви.
Старообрядческая община в 1800 году пристроила с южной стороны храма придел во имя Покрова Пресвятой Богородицы. Вместе с церковью к ней перешли земли по Волге, но оброк с бобылей она уже не получала. В 1803 году большая часть земель была отдана по указу Синода крестьянам Ивановской экономической волости.

### Причисление к военно-губернаторскому дому и разрушение

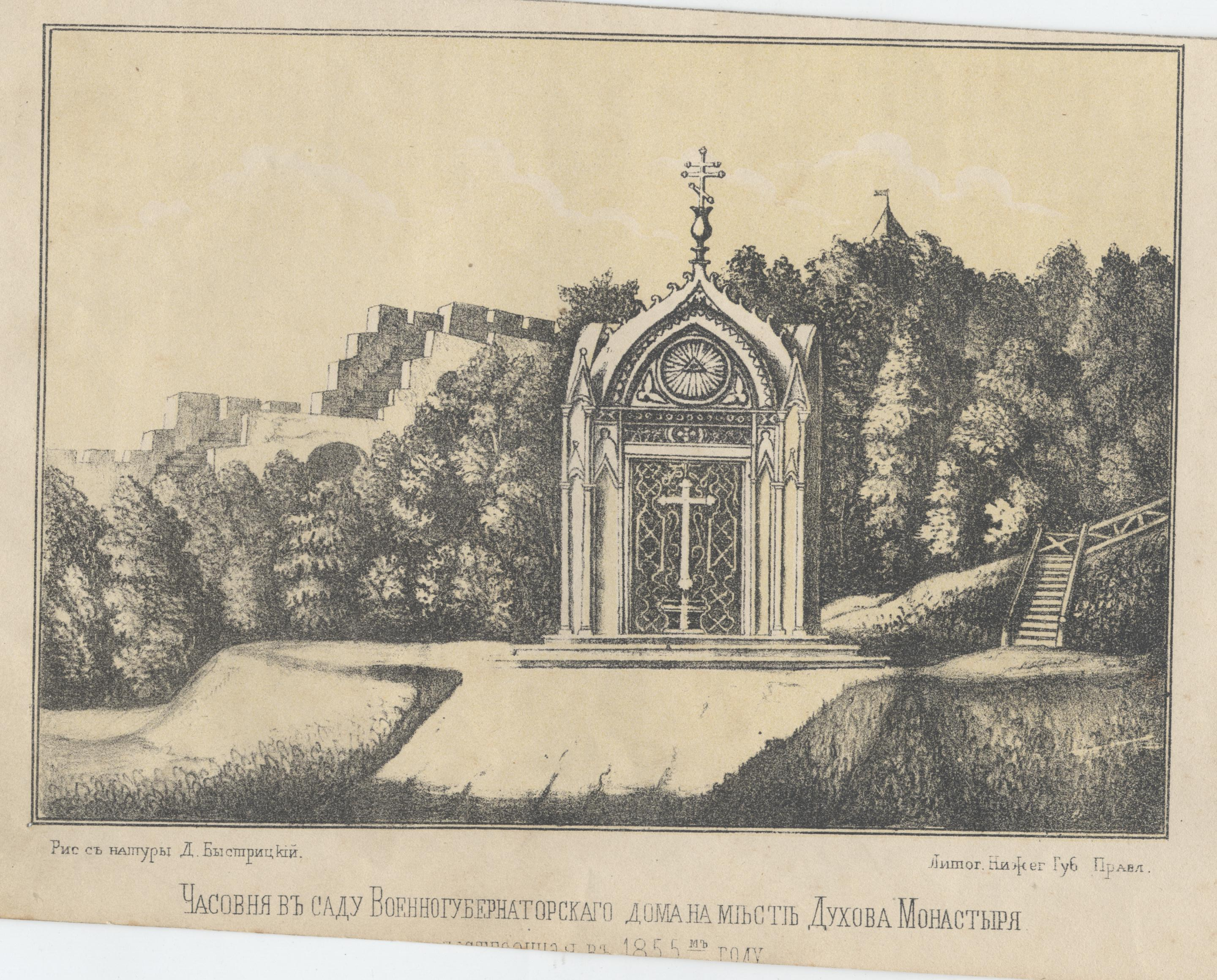
Деревянная часовня на месте Духовского монастыря, 1850-е гг.

В 1836 году император Николай I при повторном посещении Нижнего Новгорода с целью проверки начала работ по переустройству Нижнего Новгорода, начатых по его инициативе, высочайше повелел: церковь Святого Духа, отремонтировав снаружи и украсив внутри, сохранив старый иконостас и древние иконы, причислить к военно-губернаторскому дому, а единоверцам взамен отдать церковь Симеона Столпника. В 1840 году единоверческая община передала церковь со всем имуществом в ведение гражданского начальства. В последующие годы храм был перестроен в русско-византийском стиле по проекту архитектора К. А. Тона. Вместо прежней небольшой главы был установлен огромный купол; придел Покрова Богородицы упразднён.
В этот период, при переустройстве кремля, были засыпаны родники ниже здания церкви. В итоге земля в скате Духовской горы разрыхлилась, и 18 августа 1844 года произошёл оползень, из-за которого по церкви Сошествия Святого Духа пошли трещины от самого основания до сводов. Церковь закрыли. Через год император повелел: «Существующую в саду военно-губернаторского дома в Нижнем Новгороде церковь Сошествия Святого Духа по случаю происшедших в ней трещин разобрать и устроить на её месте маленькую часовню. Устроить церковь в доме военного губернатора согласно предположению генерал-майора князя Урусова в комнате верхнего этажа». Таким образом, с 1845 года церковь стала домовой при дворце военного губернатора. Старое здание было разобрано.
Часовня на месте храма была построена только в 1855 году. По распоряжению военного губернатора Ф. В. Анненкова архитектор Л. В. Фостиков составил проект деревянной часовни в готическом стиле. Освящение часовни было совершено 1 августа 1855 года. Часовня просуществовала до 1920-х годов, после чего была разобрана.

## Реликвии и святыни
Благодаря стараниям военного губернатора Анненкова, считавшего, что нужно сохранить память о древнем храме, известны некоторые реликвии и святыни церкви. В выстроенной на месте храма часовне Сошествия Святого Духа разместили:
- Образ Спасителя чугунного литья
- Икону Смоленской Богоматери Одигитрии древнего новгородского стиля (предполагалось, что она была написана в год основания монастыря, то есть в 1580 году)
- Икону Сошествия Святого Духа, написание которой относили к 1737 году
- Иконы святых апостолов Петра и Павла, написанные в 1702 году
- Царские врата из бывшего при церкви придела Покрова Пресвятой Богородицы, устроенные в 1800 году (были поставлены к стене внутри часовни)[15].

В домовую церковь при губернаторском дворце был перенесён старинный иконостас, иконы в котором все были старинного письма и украшены серебряными вызолоченными ризами. Самыми примечательными были:
- Местная икона Николая Чудотворца, старого новгородского стиля
- Местная икона Богородицы Одигитрии, старого новгородского стиля
- Икона Владимирской Богородицы (вклад в Духовской монастырь 1685 года)[16].